# 2018年のインド
2018年のインド （2018ねんのインド）では、2018年のインドに関する出来事について記述する。

## 国家元首等
- 大統領
  - 第14代: ラーム・ナート・コーヴィンド （インド人民党、2017年7月25日 - ）
- 副大統領
  - 第13代: Venkaiah Naidu （インド人民党、2017年8月11日 - ）
- 首相
  - 第18代: ナレンドラ・モディ （インド人民党、2014年5月26日 - ）
- 最高裁判所長官
  - 第45代: Dipak Misra （2017年8月28日 - ）
- 連邦議会下院議長
  - 第16代: Sumitra Mahajan （インド人民党、2014年6月5日 - ）

## できごと

### 1月
- 1月1日 - ジャンムー・カシミール州プルワーマー県（英語版）レアポラ（英語版）にあるインド軍駐屯地を武装集団が襲撃。インド軍兵士5人が死亡、襲撃者3人も殺害[1]。
- 1月2日 - ハリヤーナー州パルワル（英語版）の病院で、鉄棒を持った元陸軍将校の男による無差別襲撃事件。6人が死亡[2]。
- 1月29日 - 西ベンガル州でバスが橋から川に転落し、少なくとも36人が死亡[3]。

### 3月
- 3月6日 - グジャラート州でトラックが橋から落下し、少なくとも30人が死亡人が死亡[4]。

### 4月
- 4月9日 - ヒマラヤ山間部でスクールバスが渓谷に転落し、子供27人を含む少なくとも30人が死亡[5]。
- 4月18日 - マディヤ・プラデーシュ州でトラックが橋から転落し、少なくとも21人が死亡[6]。

### 5月
- 5月3日 - 北部で猛烈な砂嵐が発生し、少なくとも100人が死亡、140人以上が負傷しが死亡[7]。

### 7月
- 7月28日 - マハーラーシュトラ州でバスが谷に転落し、33人が死亡[8]。

### 9月
- 9月11日 - テランガーナ州でバスが谷に転落し、50人が死亡[9]。

### 10月
- 10月19日 - パンジャーブ州でヒンドゥー教の祭りに集まっていた群衆に列車が突っ込み、約60人が死亡が死亡[10]。

### 11月
- 11月24日 - カルナータカ州でバスが運河に転落し、少なくとも28人が死亡[11]。